# Brighton Beach Memoirs
Pour plus de détails, voir Fiche technique et Distribution.
Brighton Beach Memoirs est un film américain réalisé par Gene Saks, sorti en 1986.

## Synopsis
Se déroulant à Brighton Beach, quartier de Brooklyn à  New York en Septembre 1937, cette comédie douce-amère suit l'entrée dans l'age adulte de Eugene Morris Jerome, un adolescent juif d'origine polonaise. Il affronte à la fois la puberté, la découverte de sexualité et l'affirmation de son identité.  

## Fiche technique
- Titre : Brighton Beach Memoirs
- Réalisation : Gene Saks
- Scénario : Neil Simon d'après sa propre pièce
- Photographie : John Bailey
- Montage : Carol Littleton
- Musique : Michael Small
- Pays d'origine :  États-Unis
- Langue : Anglais
- Genre : Comédie
- Durée : 108 minutes
- Date de sortie : 1986

## Distribution
- Jonathan Silverman : Eugene Morris Jerome
- Blythe Danner : Kate
- Stacey Glick : Laurie
- Lisa Waltz : Nora
- Judith Ivey : Blanche
- Bob Dishy : Jack
- James Handy : Frank Murphy
- Steven Hill : Mr. Stroheim
- David Margulies : Mr. Farber
- Fyvush Finkel : Mr. Greenblatt
- Marilyn Cooper : Femme dans la rue
- Jason Alexander : Joueur de billard
- Richard Bright : le sergent recruteur